# Carl Michael zu Mecklenburg

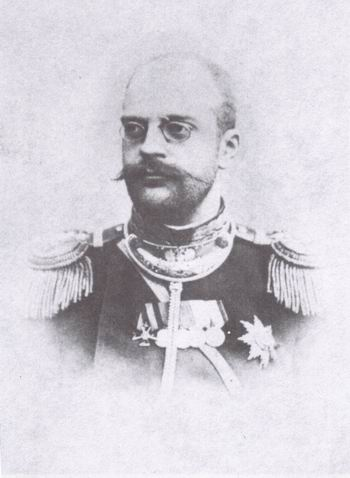
Carl Michael zu Mecklenburg als russischer Offizier

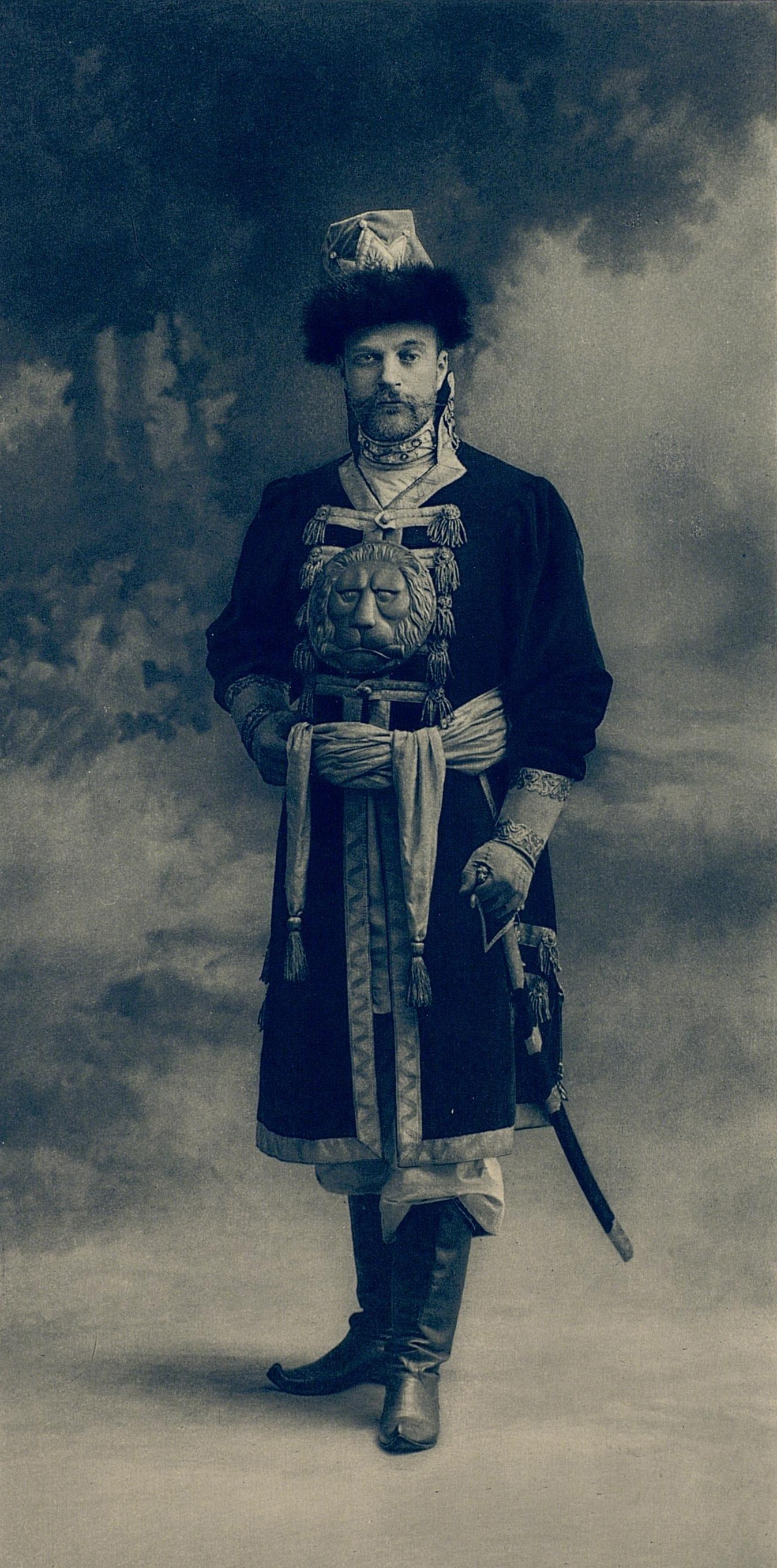
Im Kostüm beim Romanow-Jubiläumsball 1903

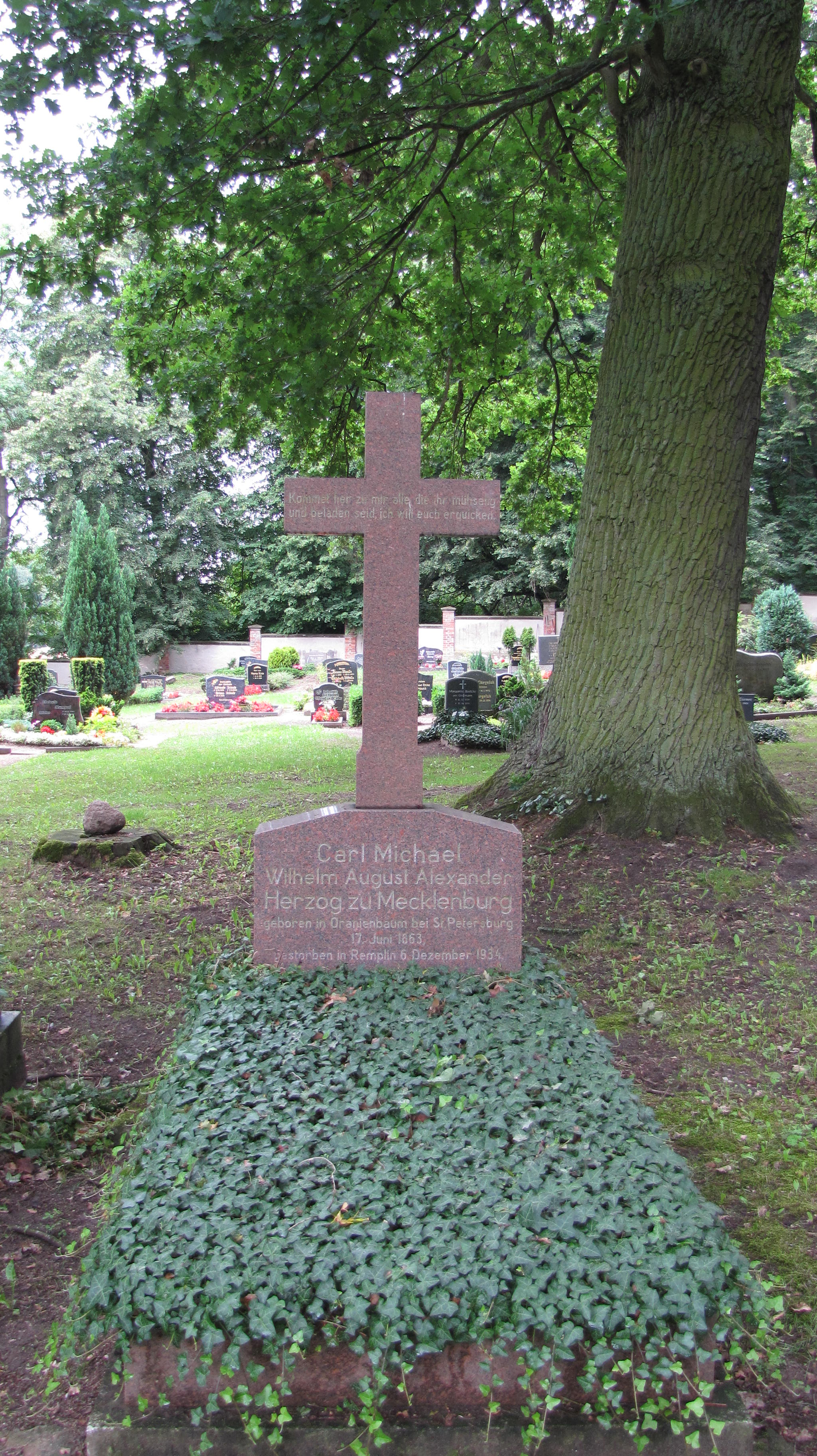
Grab Carl Michaels auf dem Friedhof von Remplin

Carl Michael, Herzog zu Mecklenburg, auch: Karl Michael,  russisch Михаил Георгиевич (* 5. Junijul. / 17. Juni 1863greg. auf Schloss Oranienbaum; † 6. Dezember 1934 auf Schloss Remplin; vollständiger Name Carl Michael Wilhelm August Alexander) war ein Mitglied des russischen Zweiges des großherzoglichen Hauses Mecklenburg-Strelitz und Kaiserlich-russischer General.

## Leben und Wirken
Carl Michael war der jüngste Sohn von Herzog Georg zu Mecklenburg und dessen Frau Großfürstin Katharina Michailowna Romanowa (1827–1894), der Tochter von Großfürst Michael Pawlowitsch Romanow und Enkelin Zar Pauls I. Seine Schwester Helene (1857–1936) heiratete Albert von Sachsen-Altenburg. Georg Alexander (1859–1909) war sein ältester Bruder.
Carl Michael ging zu Studienzwecken nach Straßburg und wurde 1887 von der Universität Straßburg zum Dr. der Staatswissenschaften promoviert. Er schlug wie sein Bruder die Offizierslaufbahn im kaiserlich-russischen Heer ein und wurde Artillerie-Offizier. 1903 war er Oberst und Kommandeur der 1. Batteriedivision der 1. Gardefeldartilleriebrigade, später Generalleutnant.
1894 wurden Carl Michael und seine Geschwister Erben des umfangreichen Vermögens ihrer Mutter. Daraus verkauften sie den Michailowski-Palast für 5 Millionen Rubel an Zar Nikolaus II., der darin das Russische Museum einrichtete.
Nach dem Tod seines Bruders 1909 bestellte ihn Großherzog Adolf Friedrich V. zum Vormund der Kinder aus dessen morganatischen Ehe mit Natalie, Gräfin Carlow: Katharina, Marie und Natalia und Georg.
1914, nach dem Tod von Großherzog Adolf Friedrich, verzichtete Carl Michael am 24. Juni auf seine Thronfolgerecht in Mecklenburg-Strelitz. Am 7. August 1914 wurde er als russischer Staatsbürger naturalisiert. Im Ersten Weltkrieg diente er bis 1916 als Inspekteur der Garde-Artillerie.
Im März 1917 wurde er verhaftet und musste vor der Duma erscheinen. Ihm gelang es, in den Kaukasus zu fliehen und von dort nach Dänemark ins Exil zu gehen.

### Nachfolgekrise in Mecklenburg-Strelitz
Inzwischen war das Haus Mecklenburg-Strelitz mit dem Selbstmord von Großherzog Adolf Friedrich VI. in eine existenzielle Nachfolgekrise geraten. Carl Michael war der nach dem Hausgesetz der mecklenburgischen Dynastie einzig mögliche Nachfolger, hatte aber auf seine Rechte verzichtet und war zudem Ausländer. So fungierte Friedrich Franz IV., der Schweriner Großherzog, bis zum Ende der Monarchie als Reichsverweser von Mecklenburg-Strelitz und versuchte, brieflich mit Carl Michael, der zu dieser Zeit auf der Flucht war, in Kontakt zu treten. Eine Lösung der Strelitzer Thronfolgefrage wurde durch den Ausgang der Revolution 1918, die auch in Mecklenburg die Monarchie beseitigte, gegenstandslos. Im Januar 1919 verzichtete Carl Michael noch einmal auf sein Thronfolgerecht, was aber nur noch eine innerfamiliäre Angelegenheit war.

### Rückkehr nach Mecklenburg
An seinen vermögensrechtlichen Ansprüchen hielt Carl Michael jedoch fest. Von Kopenhagen aus bemühte er sich, Ansprüche auf persönlichen Besitz in Mecklenburg geltend zu machen. Er erhielt sein Eigentum in Remplin bestätigt. Nach einem Urteil des Landgerichts Schwerin, mit dem ihm eine einmalige Zahlung von 5 Millionen Mark in bar und das Forstgut Langhagen (am Langhäger See, heute Ortsteil von Neustrelitz, damals jedoch zum Amt Stavenhagen in Mecklenburg-Schwerin zugehörig)  zugesprochen wurde, und nach einem langwierigen Verfahren erreichten seine Vertreter 1921 einen Vergleich mit dem Freistaat Mecklenburg-Strelitz, mit dem dieser für eine weitere Million das Gut Langhagen erwarb. Im Gegenzug verzichtete Carl Michael auf alle zivilrechtlichen Ansprüche. Da Carl Michael im Ersten Weltkrieg auf Seiten des Russischen Kaiserreichs gegen das Deutsche Reich gekämpft hatte, beschäftigte der Fall intensiv die Öffentlichkeit und war lange ein Argument der Befürworter der Fürstenenteignung. Der Vergleich war in den Augen der Kritiker ein abschreckendes Beispiel dafür, „wie Landesverrat den reichen Segen Gottes und der Republik nach sich zieht“. Er sorgte dafür, dass Carl Michaels öffentliches Ansehen dauerhaft geschädigt blieb.
1928 adoptierte Carl Michael, der zeitlebens unverheiratet blieb, seinen Neffen Georg und machte ihn dadurch zum Erben und Nachfolger als Oberhaupt des Hauses Mecklenburg-Strelitz. 1930 kehrte er schließlich nach Remplin zurück, wo seit 1923 schon seine Schwester, seit 1902 Witwe, und Georg mit seiner Familie lebten.
Herzog Carl Michael wurde auf dem Friedhof von Remplin beigesetzt. Gemäß seinem Testament war es sein letzter Wunsch, dass seine Gebeine und die seiner Schwester Helene nach dem Ende der Sowjetunion an seinem Geburtsort Oranienbaum (heute Lomonossow) überführt werden. Die Familie hat bereits Kontakt zur russischen Botschaft aufgenommen. Auch die russische Seite zeigt sich an einer Umbettung interessiert.

## Auszeichnungen
- Orden des Heiligen Andreas des Erstberufenen
- Orden des Heiligen Wladimir, 3. und 4. Klasse
- Hausorden der Wendischen Krone, Großkreuz mit der Krone in Erz
- Herzoglich Sachsen-Ernestinischer Hausorden, Großkreuz
- Hausorden vom Weißen Falken, Großkreuz

## Werke
- Die Statistik des Militär-Ersatz-Geschäftes im Deutschen Reiche. Duncker & Humblot,  Leipzig 1887, zugleich Straßburg, Rechts- u. Staatsw. Fak., Jur. Inaug.-Diss. v. 1887